# Jaime Santirso
Jaime Santirso (Gijón, 1990) es un periodista y escritor español.  

## Biografía
Graduado en periodismo por la Universidad de Navarra y máster en Relaciones Internacionales por Tsinghua University. Desde 2014 reside en China, donde en la actualidad ejerce como corresponsal en Asia para el diario ABC. También informa para Telecinco y la Cadena SER. Antes trabajó para El País. Durante este tiempo ha cubierto acontecimientos históricos como el comienzo de la pandemia de covid-19, las manifestaciones prodemocracia de Hong Kong o el centenario del Partido Comunista Chino.
El 22 de enero de 2020 fue uno de los pocos corresponsales que permaneció en Wuhan cuando el Gobierno chino decretó el cierre de la ciudad a causa de la pandemia. Desde allí narró el avance del virus, el sufrimiento de los familiares de los infectados, el heroico desempeño de los trabajadores sanitarios ante el colapso de los hospitales, la lucha de las autoridades por evitar el desabastecimiento, la apresurada construcción de dos hospitales de la nada para recluir a los contagiados y la situación de los veinte ciudadanos españoles atrapados en la ciudad. Tras nueve días participó en el operativo de repatriación y la posterior cuarentena durante dos semanas en el Hospital Central de la Defensa Gómez Ulla en Madrid, una experiencia de la que informó en un Diario de cuarentena publicado en las páginas del periódico.
En enero de 2021 la Asociación de la Prensa de Madrid le concedió el Premio APM al Periodista Joven del Año 2020. En su fallo, la APM destacó que Santirso "encarna la valentía de los periodistas que, en un país tan difícil para la prensa como China, no dudó en viajar a Wuhan para ser testigo del estallido de la crisis sanitaria y realizar una cobertura multimedia -crónicas en texto, vídeo y fotografías- del confinamiento de la ciudad en los primeros días de la pandemia”.

## Escritor
En 2022 publicó Los primeros días, un ensayo periodístico que relata en primera persona el estallido de la pandemia desde su origen.
En 2018 vio la luz Encuentro, su primer libro, un poemario construido a través de la combinación de verso y prosa
Ha participado en eventos literarios como el II EU-China International Literary Festival, para el que fue seleccionado como representante español; el Festival Internacional de Poesía de La Habana de 2021; The Bookworm Literary Festival de 2019 o la XXXI Semana Negra de Gijón.

## Obra seleccionada
- Los primeros días. Un reportero atrapado en Wuhan (2022, Altamarea)[30]
- Encuentro (2018, Ediciones Trea)[31]